# Muhammad ibn Abdun al-Jabali
Muḥammad ibn ʿAbdūn al-Jabalī (in arabo ﻣﺤﻤﺪ بن عبدون ﺍﻟﺠﺒﻠﻲ‎?; Cordova, ... – Cordova, dopo il 976) è stato un medico e matematico arabo di al-Andalus (Spagna islamica).
È l'autore della Risāla fī al-taksīr (Lettera sulle misurazioni), il più antico testo matematico di al-Andalus sopravvissuto fino ad oggi.
Viaggiò in vari centri di studio dell'Oriente e nel 958 soggiornò per un certo periodo a Bassora (senza andare però a Baghdad), dirigendosi poi ad al-Fustat (la parte più vecchia del Cairo), in Egitto, dove venne messo a capo dell'ospedale (maristān) della città. 
Ibn ʿAbdūn studiò le opere del filosofo umanista persiano Abu Sulayman Sijistani (morto nel 990). Tornò nel Califfato di Cordova nel 971, entrando al servizio del califfo al-Ḥakam II (morto nel 976) e di suo figlio Hishām. Ibn ʿAbdūn fu Maestro del filosofo, medico, astrologo, letterato e poeta Ibn Hasan al-Kattani.